# Jackie Sharkey
Jackie Sharkey (* 20. Juni 1897 in Bologna, Emilia-Romagna, Italien als Giovanni Cervati; † März 1970) war ein italienischer Boxer im Bantamgewicht.

## Profikarriere
Im Jahre 1914 begann er erfolgreich seine Karriere. Am 15. August 1919 boxte er gegen Pete Herman um die universelle Weltmeisterschaft und siegte durch einstimmigen Beschluss. Diesen Gürtel hielt er bis zum 11. September 1920.
Im Jahre 1926 beendete er seine Karriere.